# Dějiny anglicky mluvících národů
Dějiny anglicky mluvících národů (1956-1958, History of the English-Speaking Peoples) je čtyřdílné historické dílo britského politika, státníka a spisovatele sira Winstona Churchilla, nositele Nobelovy ceny za literaturu za rok 1953.
Dílo je velkolepým souhrnem dějin Velké Británie a její koloniální říše a pokrývá období od Caesarova vpádu do Británie v roce 55 př. n. l. do začátku první světové války v roce 1914 a skládá se z těchto čtyř dílů:
- I. The Birth Of Britain (1956, Zrození Británie), svazek zahrnuje rané období britských dějin do roku 1485.
- II. The New World (1956, Nový svět), druhý díl zahrnuje období od roku 1485 do roku 1688.
- III. The Age Of Revolution (1957, Věk revoluce), třetí díl zahrnuje období od 1688 až 1815, ve kterém ovlivnily vývoj lidstva tři revoluce: slavná revoluce v Anglii v roce 1688, americká revoluce z let 1775-1783 a revoluce ve Francii zahájená v roce 1789. Zároveň s těmito politickými otřesy Churchill popisuje i skrytý a nepozorovaný průběh revoluce ve vědě a ve výrobě, jež položila základy průmyslového věku, v němž žijeme dodnes.
- IV. The Great Democracies (1957, Velké demokracie), závěrečný svazek popisuje období od Napoleonova pádu až do smrti královny Viktorie.

Specifikem tohoto díla je, že je nepsal profesionální historik, ale význačný státník, který - jak v úvodu knihy sám podotýká - měl možnost nikoli bezvýznamně zasahovat do osudů moderního světa.

## Česká vydání
- Dějiny anglicky mluvících národů I. - Zrození Británie, Český spisovatel, Praha 1996, přeložily Radka Edererová a Eva Křístková,
- Dějiny anglicky mluvících národů II. - Nový svět, Argo a Český spisovatel, Praha 1998, přeložily Radka Edererová a Eva Křístková,
- Dějiny anglicky mluvících národů III. - Věk revoluce, Argo a Český spisovatel, Praha 1999, přeložily Radka Edererová a Eva Křístková,
- Dějiny anglicky mluvících národů IV. - Velké demokracie, Argo a Český spisovatel, Praha 1999, přeložily Radka Edererová a Eva Křístková.